# اوتوسه
اوتوسه (به ژاپنی: お登勢)؛ ۱۴ فوریهٔ ۱۸۳۸ – ۷ سپتامبر ۱۸۷۷) یک زن اهل کیوتو در ژاپن در دوره باکوماتسو بود. وی یک مسافرخانه در منطقه فوشیمی در کیوتو به نام تِرادایا داشت و به سامورایی‌های مخالف رژیم کمک می‌کرد. وی به فرار ساکاموتو ریوما از دست مأموران از این مسافرخانه کمک کرد.